# 나스르 1세
나스르 1세(영어: Nasr I, ? ~ 892년)는 사만 왕조의 지배자이다. 아흐마드 이븐 아사드의 자손이다.
나스르는 아흐마드가 죽자 트란스옥시아나의 중요한 지역인 사마르칸트를 상속받았다. 그러나 곧 이 지역은 사파르 왕조가 영토를 확장함에 따라 칼리파의 영향으로부터 고립되었다. 결국 875년에 아바스 왕조의 칼리파 알무타미드(Al-Mu'tamid)는 트란스옥시아나 전역을 나스르에게 위임하였으며, 사실상 사만 왕조의 독립을 인정하였다.
그 후 나스르는 최근 호라즘의 병사들이 황폐화 시킨 부하라를 점령하려고 동생인 이스마일을 파견했다. 부하라는 이스마일은 맞아들였으며, 이스마일은 점령지에서 세력을 키웠다. 그러나 형제 사이에 부하라의 세금 수익을 배분하는 것에 대한 의견충돌이 일어나 분쟁이 발생했지만, 실제로 이스마일은 사만 왕조를 지배하였다. 하지만 나스르는 트란스옥시아나의 전권을 위임받은 자였으며, 칼리파는 나스르가 정당한 지배자라는 것을 관철하였다. 그리하여 나스르는 표면상의 지배자로 군림하였으며, 892년에 그가 죽을 때까지 형제간의 대립은 계속되었다.
| 전임 아흐마드 이븐 아사드 | 사만 왕조의 지배자 나스르 1세 864년(865년) - 892년 | 후임 이스마일 사마니 |